# Stockholm Roller Derby
Stockholm Roller Derby, STRD, är en roller derby-liga baserad i Stockholm. Inom roller derby benämns en klubb som en liga. Stockholm Roller Derby grundades 2007 och består av två lag som tävlar mot lag från andra ligor.

## Historia
Stockholm Roller Derby är Skandinaviens första roller derby-liga och den grundades av Nattis Mörkenstam, Linn Hultström, Jenny Stendahl och Michel Diaz Nocetti. I början tränade de på parkeringsplatser och i garage runt om i Stockholm. De hade svårt att hitta en fast plats att träna på och rekrytering av nya medlemmar gick trögt. När roller derby-filmen Whip It lanserades ökade intresset och ligan informerade om sporten i samband med filmvisningarna. Dessutom hittade de en övergiven galleria att träna i.  I mitten av 2010 hade ligan cirka 40 åkare, och tre andra ligor hade uppstått i landet, däribland Crime City Rollers från Malmö. 

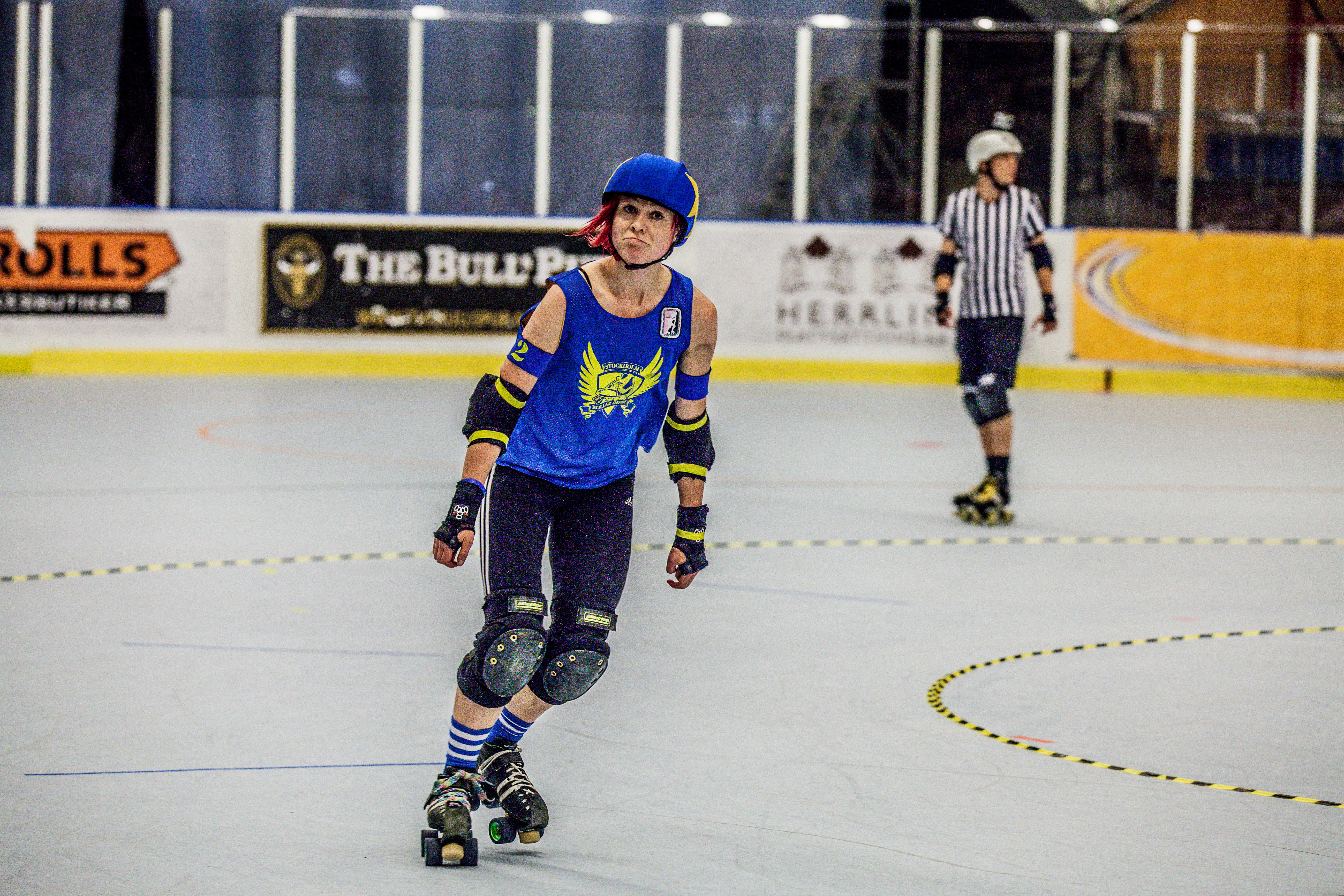
1. 12 Kat Strator jammar för Stockholm Roller Derby under SM i Halmstad 2013

Stockholm Roller Derby spelade sin första bout, match, den 30 oktober 2010, då de mötte Helsinki Roller Derby[källa behövs] och spelade den första helsvenska bouten i mars 2011 mot Crime City Rollers.  Ligan deltog även i den första Skandinaviska turneringen "Battle of the Nordic Light" i Malmö 2011.
I april 2011 blev Roller Derby upptaget som gren i Svenska Skridskoförbundet och Stockholm Roller Derby blev den första medlemsligan. I oktober samma år blev Stockholm Roller Derby apprentice-medlemmar av Women's Flat Track Derby Association.  Sju av Stockholms spelare blev uttagna att spela för landslaget Team Sweden vid 2011 års Roller Derby World Cup.
I december 2012 blev Stockholm Roller Derby upptagna som fullvärdiga medlemmar i Women's Flat Track Derby Association.
Stockholm Roller Derby deltog i den första europeiska WFTDA-turneringen i november 2012, "Track Queens Battle Royal". De kom på tredje plats av tio deltagande lag, samma plats som de rankades på inför turneringen.
Stockholm Roller Derby kunde tituleras som de första svenska mästarna i roller derby vid SM i roller derby 2013, som avgjordes under SM-veckan i Halmstad.
I november 2015 var Stockholm Roller Derby Allstars rankade på 17 plats i WFTDA vilket var ett resultat av att de för första gången kvalificerade sig till att åka till WFTDA Division 1 playoffs i Dallas. 
Stockholm BSTRDs spelar i den svenska rollerderby elitserien under säsongen 2015/2016.

## Spelade bouts (matcher)
| Datum      | Lag                                                                 | Resultat |
| ---------- | ------------------------------------------------------------------- | -------- |
| 2013-10-06 | Helsingfors Helsinki Roller Derby A vs Stockholm Allstars           | 136-281  |
| 2013-10-05 | Helsingfors Kallio Rolling Rainbow B vs Stockholm BSTRDs            | 218-248  |
| 2013-10-05 | Kallio Rolling Rainbow A - Stockholm Allstars                       | 212-215  |
| 2013-09-21 | Stockholm Allstars – Royal Windsor Rollergirls                      | 251-139  |
| 2013-09-21 | Stockholm BSTRDs – Hamburg Harbor Girls                             | 119-246  |
| 2013-09-14 | Oslo Roller Derby - Stockholm BSTRDs                                | 185-178  |
| 2013-08-11 | Glasgow Irn Bruisers - Stockholm Allstars                           | 149-150  |
| 2013-08-10 | Auld Reekie Roller Girls – Stockholm Allstars                       | 194-104  |
| 2013-07-07 | Stockholm Allstars – Crime City Rollers                             | 278-149  |
| 2013-07-06 | Stockholm Allstars – Dock City Rollers                              | 237-74   |
| 2013-07-06 | Stockholm Allstars – Västerås Roller Derby                          | 369-61   |
| 2013-05-12 | Stockholm Allstars - London Rockin Rollers                          | 255-62   |
| 2013-05-12 | Stockholm BSTRDs - Dock City Rollers                                | 101-303  |
| 2013-05-12 | Stockholm Allstars – Royal Windsor Rollergirls                      | 296-146  |
| 2013-05-11 | Stockholm Allstars – Crime City Rollers                             | 188-245  |
| 2013-05-10 | Stockholm Allstars – Helsinki All Stars Ninja Turtles               | 168-203  |
| 2013-04-27 | Stockholm Allstars – Rainy City Roller Girls                        | 233-148  |
| 2013-04-27 | Stockholm BSTRDs – Vienna Rollergirls                               | 163-244  |
| 2013-04-13 | Helsinki All Stars Ninja Turtles – Stockholm Allstars               | 183-207  |
| 2013-04-13 | Helsinki Queen B’s – Stockholm BSTRDs                               | 207-104  |
| 2013-03-09 | Berlin Bombshells - Stockholm Roller Derby Allstars                 | 151-185  |
| 2013-03-02 | Nidaros Roller Derby – Stockholm Roller Derby BSTRDs                | 250-156  |
| 2013-02-16 | Crime city rollers – Stockholm Roller Derby Allstars                | 175-180  |
| 2012-11-24 | Stockholm Roller Derby BSTRDs – Gothenburg Roller Derby             | 142-147  |
| 2012-11-18 | Stockholm Roller Derby Allstars – Auld Reekie Roller Girls          | 149-139  |
| 2012-11-17 | Berlin Bombshells – Stockholm Roller Derby Allstars                 | 185-181  |
| 2012-11-16 | Stockholm Roller Derby Allstars – Glasgow Irn Bruisers              | 205-134  |
| 2012-10-20 | London Rockin’ Roller – All Stars - Stockholm Roller Derby Allstars | 100-172  |
| 2012-10-13 | Stockholm Roller Derby All Stars - Crime City Rollers               | 169-122  |
| 2012-09-29 | Tampere Rollin’ Hos – Stockholm Roller Derby BSTRD’s                | 203-79   |
| 2012-08-11 | Rainy City Rollergirls – Stockholm Roller Derby All Stars           | 147-131  |
| 2012-05-12 | Stockholm Roller Derby All Stars - All Star Ninja Turtles           | 209-48   |
| 2012-05-12 | Stockholm Roller Derby BSTRD’s – Queen B’s                          | 67-212   |
| 2012-04-14 | Glasgow Irn Bruisers – Stockholm Roller Derby All Stars             | 120-122  |
| 2012-04-14 | Glasgow Maiden Grrders – Stockholm Roller Derby BSTRD’s             | 285-69   |
| 2012-03-31 | Gothenburg Roller Derby – Stockholm Roller Derby BSTRD’s            | 91-168   |
| 2012-03-17 | Stockholm Roller Derby All Stars - London Brawl Saints              | 115-209  |
| 2012-02-18 | Stuttgart Valley Rollergirlz – Stockholm Roller Derby All Stars     | 98-115   |
| 2011-11-19 | Royal Windsor Rollergirls – Stockholm Roller Derby All Stars        | 93-259   |
| 2011-11-19 | Supertroopers – Stockholm Roller Derby BSTRD’s                      | 41-97    |
| 2011-09-17 | Crime City Rollers [B] – Stockholm Roller Derby BSTRD’s             | 153-108  |
| 2011-09-04 | Copenhagen Rollin Heartbreakers – Stockholm Roller Derby All Stars  | 137-149  |
| 2011-09-03 | Stockholm Roller Derby All Stars – All Star Ninja Turtles           | 77-141   |
| 2011-06-11 | Stockholm Roller Derby All Stars - Kallio Rolling Rainbow           | 146-40   |
| 2011-05-21 | Stockholm Roller Derby All Stars - Hamburg Harbor Girls             | 150-55   |
| 2011-03-12 | Crime City Rollers – Stockholm Roller Derby All Stars               | 132-88   |
| 2011-02-26 | Kallio Rolling Rainbow – Stockholm Roller Derby All Stars           | 74-110   |
| 2010-10-30 | Hamburg Harbor Girls vs Stockholm Roller Derby Allstars             | 106-84   |
| 2010-10-05 | Helsinki All Star Ninja Turtles vs Stockholm Roller Derby Allstars  | 92-86    |